# Dorota Lulka
Dorota Lulka, znana również jako Dorota Michalska-Lulka (ur. 5 września 1959 w Poznaniu) – polska aktorka teatralna i filmowa.

## Życiorys
W 1982 roku ukończyła studium aktorskie przy Teatrze Wybrzeże w Gdańsku. Nieco wcześniej, 2 lutego 1980 roku miał miejsce jej debiut teatralny. Występowała w następujących teatrach:
- Teatr Wybrzeże (1980, 1982-1985)
- Teatr Muzyczny w Gdyni im. Danuty Baduszkowej (1981-1982)
- Teatr Nowy w Poznaniu (1987-1994)
- Teatr Sceny na Piętrze w Poznaniu (1995)
- Teatr Miejski w Gdyni im. Witolda Gombrowicza (1999-)

W latach 1994–1999 była dziennikarką TVP Poznań.

## Nagrody i odznaczenia

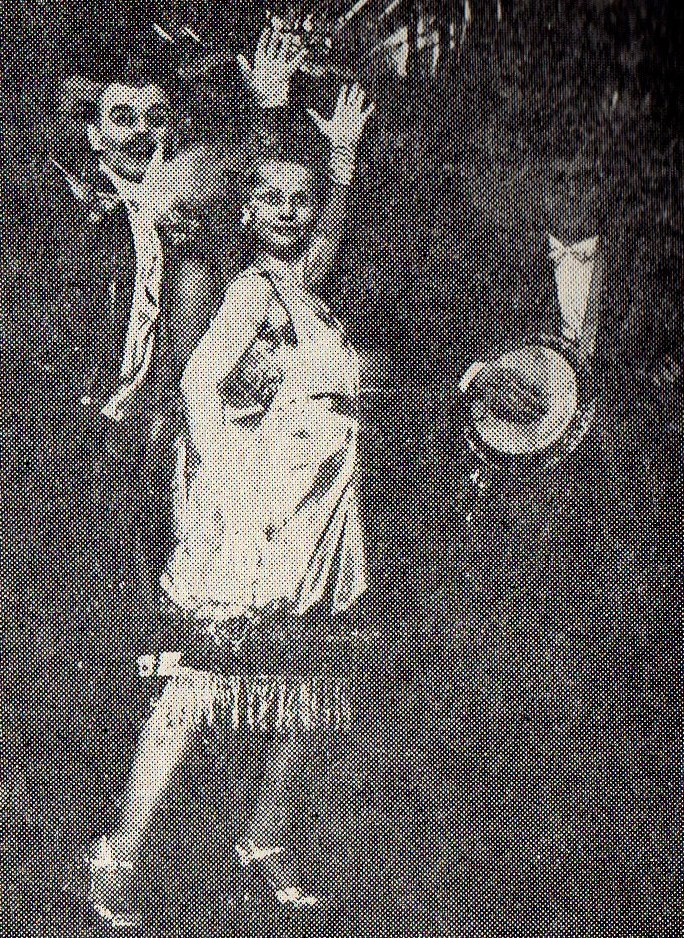
Z Pawłem Binkowskim w Decadance Jerzego Satanowskiego (Teatr Nowy w Poznaniu, 1987)

- Medal Młodej Sztuki za role Szansonistki w spektaklu „Decadance” Jerzego Satanowskiego i Panny Młodej w „Weselu” Stanisława Wyspiańskiego (1988)
- Główna nagroda Związku Autorów i Kompozytorów oraz Polskiego Stowarzyszenia Jazzowego, przyznana na Przeglądzie Piosenki Aktorskiej we Wrocławiu (1989)
- Nagroda aktorska za rolę Doryny w spektaklu „Tartuffe” Moliera, przyznana na Opolskich Konfrontacjach Teatralnych (1989)
- „Biały Bez” - tytuł najpopularniejszej aktorki Poznania (1993)
- Nagroda dla młodego twórcy radiowego za słuchowisko „Fedrerico Garcia Lorca: kierunek śmierć”, przyznana na Festiwalu Słuchowisk Polskiego Radia w Bolimowie (1997)
- Nagroda prezydenta Gdyni, przyznana z okazji Międzynarodowego Dnia Teatru (2000)
- Tytuł najlepszej aktorki festiwalu, przyznana na IX Festiwalu Sztuk Przyjemnych i Nieprzyjemnych w Łodzi (2003)
- Nagroda Prezydenta Gdyni za rolę w spektaklu „Niespodziewany koniec lata” w Teatrze Miejskim w Gdyni (2003)
- Tytuł „Najpopularniejszej Aktorki Sceny Letniej Teatru Miejskiego w Gdyni” (2005)
- Nagroda „Sztorm Roku” w plebiscycie czytelników lokalnego dodatku „Gazety Wyborczej” (2006)
- Nagroda (Nagroda Teatralna) marszałka województwa pomorskiego (2006)
- Nagroda Artystyczna Prezydenta Gdyni „Galion Gdyński” (2006)
- Medal Civitas e Mari, przyznany przez Prezydenta Miasta Gdyni (2008)
- Brązowy Medal Zasłużony Kulturze - Gloria Artis (2013)[1]
- Nagroda Prezydenta Gdyni za rolę Tulli Pokriefke w spektaklu „Idąc rakiem” w reżyserii Krzysztofa Babickiego (2013)[1]
- Nagroda teatralna Marszałka Województwa Pomorskiego za rolę Tulli Pokriefke w przedstawieniu "Idąc rakiem" Teatru Miejskiego w Gdyni (2013)[1]
- Nagroda Sztorm Roku w kategorii „Teatr”, przyznawana przez czytelników „Gazety Wyborczej Trójmiasto” w plebiscycie na najważniejsze wydarzenia trójmiejskiej kultury w ubiegłym roku za rolę Tulli Pokriefke w spektaklu „Idąc rakiem” w reżyserii Krzysztofa Babickiego (2013)[1]
- Nagroda Prezydenta Gdyni za role Nadieżdy w KUSRKU i matki w BALLADYNIE (2019)[1]
- Nagroda Dyrektorów Teatru Miejskiego za rolę Pani Capulet w „Romeo i Julii”(2019)[1]
- Galion Gdyński za całokształt twórczości(2019)[1]

## Filmografia
- 1989: Mechaniczna Magdalena[2]
- 1990: Ofelia – aktorka Dorota Lulka, mama Ofelii[2]
- 1990: Ofelia na wakacjach – aktorka Dorota Lulka, mama Ofelii[2]
- 2002-2003: Lokatorzy – klientka w barze szybkiej obsługi (odc. 97); kelnerka w „Muszelce” (odc. 178)
- 2004-2006: Klan – 2 role: żona kierowcy, który stracił przytomność na drodze koło Czerska; Tuzikowska. Lokatorka Kamienicy, w której mieszka Jeremiasz Bałucki
- 2004: M jak miłość – pielęgniarka Halina, koleżanka Janiny Nowickiej (odc. 277)
- 2004: Czwarta władza
- 2005-2009: Samo życie – 2 role: sekretarka w XXXV Liceum Ogólnokształcącym; wychowawczyni klasy gimnazjum, do którego uczęszczała Julia Tobrucka
- 2011: Z miłości – Jadzia
- 2011: Czarny czwartek. Janek Wiśniewski padł – sąsiadka Drywów

## Teatr Telewizji
Wystąpiła w kilku spektaklach Teatru Telewizji. Zagrała m.in. rolę Nataszy w spektaklu „Fałszywa moneta” (1982) oraz rolę Antosiowej w spektaklu „Sprawa Moniki” (1984).